# بوب هوبريغس
بوب هوبريغس (بالإنجليزية: Bob Houbregs) مواليد 12 مارس 1932 في فانكوفر - الوفاة 28 مايو 2014، كان لاعب كرة سلة كندي. بدأ مسيرته الاحترافية في سنة 1953. تم اختياره من قبل فريق أتلانتا هوكس خلال الدرافت. بلغ طوله 6 قدم 7 بوصة (2.0 م). اعتزل اللعب في 1958. دخل قاعة نايسميث التذكارية لمشاهير كرة السلة.

## المسيرة الاحترافية
لعب مع أتلانتا هوكس في موسم 1953–1954، ثم لعب مع بالتيمور باليتس من سنة 1953 إلى 1955، ثم لعب مع بوسطن سيلتكس في سنة 1954، ثم لعب مع ديترويت بيستونز من سنة 1954 إلى 1958.

## روابط خارجية
- بوب هوبريغس على موقع إن بي أي (الإنجليزية)
- بوب هوبريغس على موقع سبورتس رفرنس (الإنجليزية)
- بوب هوبريغس على موقع كلية كرة السلة في سبورتس رفرنس.كوم (الإنجليزية)
- بوب هوبريغس على موقع ريلجم (الإنجليزية)
- بوب هوبريغس على موقع بروبوليرز (الإنجليزية)
- بوب هوبريغس على موقع قاعة المشاهير الجامعة الوطنية لكرة السلة (الإنجليزية)